# Zehnsaitige Gitarre

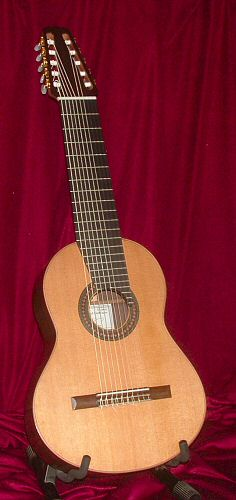
Zehnsaitige Konzertgitarre (nach Yepes und Ramírez)

Die zehnsaitige Gitarre ist eine Bauart der Gitarre mit vier zusätzlichen Saiten im Vergleich zur weitverbreiteten sechssaitigen Gitarre. Die von Narciso Yepes geprägte zehnsaitige Konzertgitarre ist nach der siebensaitigen Gitarre das bekannteste Konzertgitarrenmodell mit erweiterter Saitenzahl. 

## Zehnsaitige Konzertgitarre
Bereits im 19. Jahrhundert gab es Versuche zur Erweiterung der Gitarre auf zehn Saiten. Ferdinando Carulli entwickelte gemeinsam mit dem Instrumentenbauer René François Lacôte eine zehnsaitige Harfengitarre (décachorde, genannt auch guitare décadorde und chitarra decachorda) mit fünf Griffbrettsaiten und fünf freischwingenden Saiten im Bassregister („Kontrasaiten“) und brachte ein Lehrwerk speziell für dieses zehnsaitige Instrument (op. 293) heraus. In den späten 1840er Jahren spielte Johann Kaspar Mertz eine zehnsaitige Gitarre, eine Art Kontragitarre, deren zusätzliche vier Saiten mit der Stimmung A–H–C–D den Tonumfang nach unten diatonisch ergänzten.
In den früher 1960er Jahren hatte der bekannte Gitarrenbauer José Ramírez III die Idee, der klassischen Konzertgitarre Resonanzsaiten hinzuzufügen, also Saiten, die nicht gespielt werden, sondern bei bestimmten Tonhöhen mitschwingen, um so das Klangbild zu verstärken. Er beriet sich mit führenden Konzertgitarristen dieser Zeit, unter anderem Andrés Segovia und Narciso Yepes, die beide Ramírez-Gitarren spielten. Gemeinsam mit Yepes entwickelte Ramírez das erste Modell, das er im März 1964 fertigstellte.
Die zehnsaitige Konzertgitarre hat – in der von Yepes und Ramírez konzipierten Stimmung – zusätzlich zu den sechs Saiten in Standardstimmung (E – A – d – g – h – e’) eine tiefere Saite in C und darunter drei höhere und primär resonanzverstärkende Saiten in F#, G# und A#.  Mit der somit entstehenden Stimmung verfügt die Gitarre unter Einbeziehung des jeweils zweiten Obertons der tiefen Saiten über sympathische Resonanzen für alle 12 Töne der chromatischen Tonleiter: F# (2. Oberton: c#') – G# (d#') – A# (e#') – C – E – A – d – g – h – e’.

## Zehnsaitige E-Gitarre

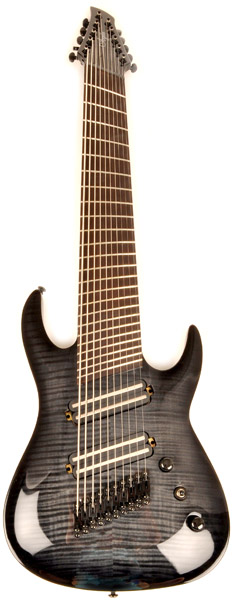
10-saitige E-Gitarre

Seit den 2010er Jahren werden nach acht- und neunsaitigen E-Gitarren, die den Tonumfang nach unten erweiterten, häufiger auch zehnsaitige E-Gitarren gebaut. Diese haben die Standardstimmung G# – C# – F# – B – E – a – d – g – h – e’, fügen also der neunsaitigen Gitarre in Standardstimmung eine weitere, eine Quarte tiefer gestimmte Saite hinzu.